# Momodou Saidwane
Momodou Saidwane ist Politiker im westafrikanischen Staat Gambia.
| Parlamentswahl | Stimmen | Stimmanteil |
| -------------- | ------- | ----------- |
| 1992           | 1627    | 45,54 %     |

Bei den Parlamentswahlen 1992 trat Saidwane als Kandidat der National Convention Party (NCP) im Wahlkreis Eastern Jarra zur Wahl an. Er gewann den Wahlkreis vor Fafanding Dabo (PPP), Musa M. Sabally (GPP) und Yaya S. Dabo (PDP). Er wurde Vertreter des Wahlkreises im Parlament. Bei den folgenden Parlamentswahlen 1997 trat Saidwane nicht an.
| Personendaten    | Personendaten        |
| ---------------- | -------------------- |
| NAME             | Saidwane, Momodou    |
| KURZBESCHREIBUNG | gambischer Politiker |
| GEBURTSDATUM     | 20. Jahrhundert      |